# Dextritubus
Dextritubus is een geslacht van wantsen uit de familie van de Schizopteridae. Het geslacht werd voor het eerst wetenschappelijk beschreven door Hill in 2015.

## Soorten
Het genus bevat de volgende soorten:

- Dextritubus acucullatus Hill, 2015
- Dextritubus cucullatus Hill, 2015
- Dextritubus nubis Hill, 2015